# Enrique González de Castejón
Enrique Mateo González de Castejón Velilla né le 26 avril 1996 à Madrid, est un joueur de hockey sur gazon espagnol. Il évolue au poste d'attaquant au Club de Campo et avec l'équipe nationale espagnole.

## Carrière

### Coupe du monde
- Premier tour : 2018[1],[2]

### Championnat d'Europe
- : 2019[3]
- Top 8 : 2015, 2017, 2021[4]

### Jeux olympiques
- Top 8 : 2020